# Rated-RKO
Rated-RKO fue un equipo heel de lucha libre profesional perteneciente a la WWE en su marca RAW. Este equipo fue formado por Lita, Edge y Randy Orton en octubre de 2006 durante la edición del programa RAW y se disolvió a principios de 2007. El nombre del equipo viene del sobrenombre de Edge, "Rated-R Superstar" y el movimiento final de Randy Orton, el RKO.
Edge y Orton formaron una alianza en octubre de 2006 para desafiar al equipo de Triple H y Shawn Michaels , conocidos colectivamente como D-Generation X (DX), a quienes Rated-RKO sentía que les impedía convertirse en campeones mundiales. Poco después, Lita dejó el grupo debido a su jubilación en la vida real.
Edge y Orton tuvieron reuniones ocasionales hasta que Edge se retiró en 2011. Edge regresó de un retiro de nueve años en el Royal Rumble 2020, y aparentemente estaba listo para reunir Rated-RKO cuando él y Orton formaron una alianza en el Royal Rumble Match. Orton insinuó además un resurgimiento la noche siguiente en Raw , solo para atacar a Edge después.

## Carrera

### 2006
En la edición de 2 de octubre de 2006 episodio de Raw, la interferencia de la recién reformada D-Generation X (DX) ( Triple H y Shawn Michaels ) equipo de la etiqueta coste Edge su promovido "última oportunidad" en el Campeonato de la WWE en manos de John Cena en una Cerilla Steel Cage . Esto llevó a Edge a acercarse a Randy Orton y pedirle que uniera fuerzas con él para "deshacerse de DX". En su stand, Edge le explicó a Orton por qué debería unirse a él como compañero de equipo, ya que citó la falta de éxito de Orton después de ser expulsado de Evolution.(El grupo anterior de Orton), así como las payasadas de DX ocupando tiempo de televisión que él sintió que debería ir legítimamente a las estrellas más jóvenes. El nacimiento de este equipo viene dado por la unión de ambos luchadores para combatir a D-Generation X (DX) el equipo formado por Shawn Michaels y Triple H ya que los dos miembros de DX habían impedido a los dos miembros de Rated-RKO conseguir dos títulos con sus intervenciones en sus respectivos combates.
Rated-RKO se convirtió en el principal rival de DX, manteniendo un feudo entre ambos equipos durante varios meses. En Cyber Sunday 2006 Rated-RKO derrotó a DX, con Eric Bischoff como el Árbitro Especial seleccionado por los fanes en el PPV, terminando con el invicto que DX llevaba desde junio. Más tarde en la noche, Lita ganó el Campeonato Femenino en la final de un torneo de siete mujeres.
Después de su victoria sobre DX, Edge y Orton se lanzaron tras el Campeonato Mundial en Parejas que estaba en manos de Ric Flair y "Rowdy" Roddy Piper, en el primer intento no lo lograron debido a la interferencia de DX. En la siguiente edición de RAW pidieron la revancha, que se les fue concedida. En el momento en el que "Rowdy" Roddy Piper hacia su entrada Edge y Orton lo atacaron, golpeándole con una silla y obligándolo a ser atendido por los paramedicos, debido a eso la lucha pasó a ser un Handicap Match, siendo Flair derrotado y Rated-RKO ganó el Campeonato Mundial en Parejas. En el episodio del 20 de noviembre de Raw , Rated-RKO, Big Show y Kenny perdió ante Triple H, Shawn Michaels, John Cena y Ric Flair. En otro Raw, Rated-RKO y MNM se enfrentaron y derrotaron a DX y Hardy Boys. Luego, Lita anunció que se retiraría de la lucha libre profesional después de su lucha de Survivor Series.

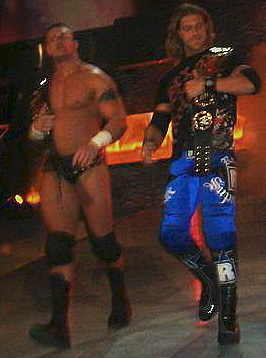
Randy Orton y Edge como Campeones Mundiales en Parejas

En Survivor Series se enfrentaron el "Team Rated-RKO" (formado por Randy Orton, Edge, Johnny Nitro, Gregory Helms y Mike Knox) contra el "Team DX" (formado por Triple H, Shawn Michaels, Jeff Hardy, Matt Hardy y CM Punk). Ganando el "Team DX", por su parte, Lita perdió el Campeonato Femenino frente a Mickie James, después de la lucha, aparecieron Cryme Time humillando a Lita cuando empezaron a vender sus cosas íntimas a los fanáticos, retirándose así de la lucha libre profesional y dejó el grupo en el proceso.
En el Raw siguiente de Survivor Series, Rated-RKO derrotó a Flair haciéndole sangrar tras golpearlo fuera del ring. Tras esta agresión, los miembros de DX afirmaron que la rivalidad entre ellos y Rated-RKO había pasado al plano personal. En el episodio del 18 de diciembre de Raw, Rated-RKO y Umaga lucharon por un no contest contra John Cena y DX después de que Cena y Umaga lucharan por la espalda. Después del combate, Edge y Orton atacaron a DX dándole a Michaels un doble RKO en una silla de acero y dos tiros de silla a Triple H en la mesa de anuncios.

### 2007
En New Year's Revolution 2007 Rated-RKO mantuvieron los Campeonatos Mundiales en Parejas después de que la pelea terminara en no-contest luego de que Triple H sufriera una lesión en sus cuádriceps. La noche siguiente en Raw , Rated-RKO celebró la victoria y Shawn Michaels salió al escenario para enfrentarse a Edge y Orton estableciendo una lucha de handicap 2 contra 1 la semana siguiente.
Con Triple H fuera de acción, Rated-RKO continuó su rivalidad en pantalla con el miembro restante de DX, Shawn Michaels. Pudieron programar un partido de handicap de dos contra uno contra Michaels, durante el cual pudo vencer las probabilidades y derrotar a ambos hombres, dejando a Orton tirado en el ring después de una estafa de un solo hombre mientras Edge se levantaba y observado en el ringside. En el episodio del 22 de enero de Raw, Edge derrotó a Michaels en una pelea callejera con la ayuda de Orton.
Ambos participaron en Royal Rumble pero fueron eliminados por Shawn Michaels. En la edición de RAW del 29 de enero perdieron los Campeonatos Mundiales en Pareja contra John Cena y Shawn Michaels. En el episodio del 15 de febrero de Raw , Rated-RKO, Mr. Kennedy y MVP perdieron ante John Cena, Shawn Michaels, The Undertaker y Batista . La disensión interna continuó cuando ambos hombres afirmaron ser el contendiente número uno al Campeonato de la WWE, y Edge abandonó a Orton en el episodio del 26 de febrero de Raw durante una revancha por el Campeonato Mundial en Parejas debido a una falta de comunicación. La relación se tensó aún más después de que ambos hombres se clasificaran para el combate de escalera de Money in the Bank de WrestleMania 23, que le otorgaría al ganador un combate de campeonato. Durante semanas, Edge influyó en varias figuras de autoridad para que pusieran a Orton en partidos que harían que Orton no tuviera éxito. 
En Wrestlemania 23, Rated-RKO participó en el Money In The Bank, siendo Mr. Kennedy el ganador, en el episodio del 16 de abril de 2007 de Raw , se reunieron para enfrentarse a John Cena en una lucha de handicap, pero perdieron la lucha debido a la interferencia de Michaels. En Backlash pelearon en un Fatal Four Way, junto con Shawn Michaels y John Cena por el Campeonato de la WWE, lucha en la cual John Cena retuvo el título. En el episodio del 30 de abril de Raw, Edge y Orton se encontraron en una pelea uno a uno. Edge ganó el partido al inmovilizar a Orton tras una lanza. Edge luego se mudó a Smackdown! en el episodio del 11 de mayo de SmackDown!, después de cobrar el maletín de Money in the Bank (que le había ganado al Sr. Kennedy en el episodio del 7 de mayo de Raw ) para ganar el Campeonato Mundial de Peso Pesado de The Undertaker. Con este movimiento, Rated-RKO se disolvió oficialmente.

### Reuniones posteriores (2007-2011)
Rated-RKO volvió a luchar en el 15º Aniversario de RAW, combatiendo contra los miembros de Evolution sin Orton. El combate fue un 3 contra 3, en el que Rated-RKO contó con Umaga. El combate finalizó en victoria de Evolution tras destrozar a Umaga ya que Edge y Randy Orton habían abandonado el cuadrilatero. 
El 21 de abril de 2008 en RAW hicieron equipo ellos, también con JBL y Chavo Guerrero contra John Cena, Kane, The Undertaker y Triple H, lucha en la cual el equipo de Randy Orton y Edge salieron victoriosos. 
Posteriormente, el 24 de enero de 2011, Randy Orton salvó a Edge luego de que The Miz, Alex Riley y Dolph Ziggler lo atacaran, y el 28 de enero de volvieron a hacer equipo como face ante Dolph Ziggler y The Miz, lucha la cual ganaron Randy Orton y Edge. En el episodio 600 de SmackDown! volvieron a formar pareja face junto a John Cena, John Morrison, R-Truth y Rey Mysterio contra CM Punk, Wade Barret, Kane, Sheamus, Drew McIntyre y Dolph Ziggler donde salieron victoriosos. En el episodio del 11 de abril de Raw, Edge anunció su retiro debido a una lesión en el cuello que le impedía ser autorizado médicamente.

### Interacciones posteriores (2020)
El 26 de enero de 2020, en el evento Royal Rumble Edge regresó en la Royal Rumble Match, aliándose temporalmente con Randy Orton,  durante el combate para eliminar a los miembros de OC Luke Gallows y Karl Anderson . Más adelante en el partido, después de darse cuenta de que Orton estaba considerando traicionarlo con un RKO, Edge eliminó a Orton. 
El 27 de enero de 2020 en RAW, Randy Orton felicitó a Edge por su regreso y le propuso volver a formar equipo, pero rápidamente Orton le aplicó un RKO,  girando a heel una vez más en el proceso y atacó brutalmente el cuello de Edge con un vicioso asaltó una silla de acero y colocó la cabeza sobre él emparedadas con dos sillas de acero y un Con-Chair-To (un movimiento que habían usado como equipo) en el que Edge se había hecho famoso en el pasado.

## En lucha
- Movimientos finales

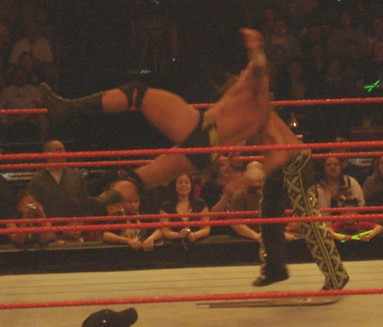
Orton ejecutando el RKO en Shawn Michaels.

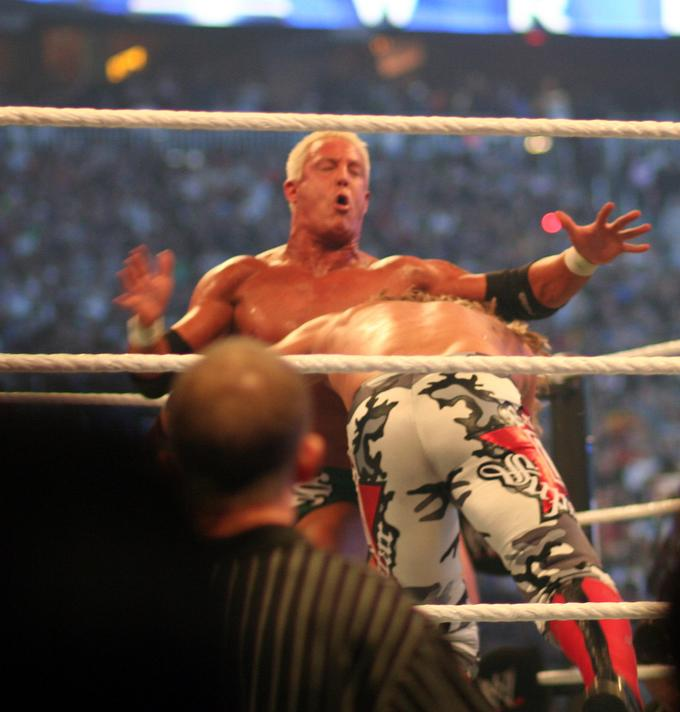
Edge aplicando una "spear" a Mr. Kennedy.

  - Double RKO (Double jumping Cutter)
  - One man con–chair–to
  - Edgecution (Double lifting DDT)

- Movimientos de firma
  - Double dropkick

## Campeonatos y logros
- World Wrestling Entertainment
  - WWE World Tag Team Championship (1 vez) - Randy Orton & Edge[3]
  - WWE Women's Championship (1 vez) - Lita[4]